# Бони и Клајд (филм)
Бони и Клајд (енгл. Bonnie and Clyde) је амерички биографски Техниколор неоноар филм из 1967. године, који је режирао Артур Пен, по сценарију Дејвида Њумана и Роберта Бентона, базиран на животу и смрти америчких криминалаца Клајда Бероуа и Бони Паркер. Насловне улоге тумаче Феј Данавеј и Ворен Бејти.
Смештен током Велике депресије и познат по свом крвавом крају и одраслом приступу тематици злочина у Америци, Бони и Клајд се сматра семиналним филмом америчког канона и, заједно са филмовима Дипломац и Голи у седлу, једним од зачетника Новог Холивуда. Реакције савремених критичара биле су претежно негативне, делом као реакција на насиље које је приказано на филму. Упркос томе, филм је био номинован за десет Оскара од којих је касније освојио два, Оскара за најбољу споредну глумицу и Оскара за најбољу фотографију.
Мишљења данашњих критичара су универзално позитивна и Бони и Клајд се сматра једним од најбољих филмова свих времена.

## Радња
Године 1934 у Тексасу, у доба Велике депресије, конобарица Бони Паркер (Феј Данавеј) упознаје ситног криминалца Клајда Бероуа (Ворен Бејти), када он неуспешно покуша да украде аутомобил Бонине мајке. Неимпресионирана Клајдовим високим причама о његовом криминалном животу, Бони изазива Клајда да употреби његов пиштољ, што овај и чини, пљачкајући бакалницу пред њом. Након пљачке, Бони и Клајд беже са места злочина, након чега Бони покушава да иницира сексуални однос, али је Клајд одбија, признајући јој да је импотентан. Незадовољна својим монотоним животом на ивици сиромаштва, Бони одлучује да се придружи Клајду у будућим пљачкама, надајући се да ће успети да се обогати са њим.
Њих двоје почињу да пљачкају продавнице и банке, а убрзо им се придружује и дечак К. В. Мос (Мајкл Џ. Полард) који постаје члан банде Бони и Клајда. После неког времена придружују им се Клајдов брат Бак (Џин Хекман) и његова супруга Бланш (Естел Парсонс), која се једина противи таквом животу. Убрзо, чланови банде Бероу постају познати, а полиција их непрестано јури, али увек успевају да побегну. Међутим, једном упадају у замку и Бак је смртно погођен у пуцњави, док је Бланш тешко рањена и ослепљена. Иако успевају да побегну, сутрадан их полиција проналази и Бак је убијен у пуцњави, Бланш је заробљена, док су Бони и Клајд рањени у руке. Мос их води у кућу свог оца Ајвана (Даб Тејлор), који не жели да његов син живи таквим животом. У међувремену, током испитивања Бланш, полиција сазнаје Мосов идентитет и његов отац се слаже са полицијом да преда Бони и Клајда. Када Бони, Клајд и Мос оду у куповину у град, Мос се крије и враћају се његовој кући без њега. Иначе, дочекује их Мосов отац и увлачи их у замку, где полиција, вођена ренџером Френком Огастасом Хајмером (Денвер Пајл) убија Бони и Клајда током заседе, у близини Гибсланда, Бјенвил, Луизијана.

## Улоге

#### Главне улоге
- Ворен Бејти — Клајд (Честнат) Бероу
- Феј Данавеј — Бони (Елизабет) Паркер
- Мајкл Џ. Полард — Кларенс В. Мос[а]

#### Споредне улоге
- Џин Хекман — Бак Бероу
- Естел Парсонс — Бланш Бероу
- Денвер Пајл — Френк Огастас Хајмер, тексашки ренџер
- Даб Тејлор — Ајван Мос, Кларенсов отац
- Џин Вајлдер —  Јуџин Гризард
- Еванс Еванс — Велма Дејвис, Јуџинова девојка[13][14][15]

### Кастинг
Ворен Бејти у почетку није имао намеру да тумачи насловну улогу Клајда Бероуа. Бејти је откупио сценарио филма од његових писаца Дејвида Њумана и Роберта Бентона и тиме постао извршни продуцент филма. За улогу Клајда, Бејти је желео да кастује кантаутора Боба Дилана, док је за улогу Бони Паркер, желео да кастује своју старију сестру, глумицу Ширли Маклејн. Поред Ширли, за улогу Бони су још разматране Су Лајон, Керол Линли, Џејн Фонда, Тјуздеј Велд, Шерон Тејт, Ен-Маргрет, Шер и Натали Вуд. Бејти је на крају кастован у улогу Клајда због притиска продуцената из продуцентске и дистрибутивне куће Warner Bros. (предвођених од стране Џека Ворнера) који су сматрали да би Бејти привукао већу пажњу као водећи глумац него као продуцент, позивајући се на његове раније холивудске успехе као што је филм Сјај у трави.
У ужи избор за улогу Бони Паркер су ушле Натали Вуд, Лезли Керон, Тјуздеј Велд и Су Лајон. Када је био кастован у улогу Клајда, Бејти је желео да Натали Вуд тумачи Бони, желећи да истовремено обнови романсу између њих двоје која се развила током снимања филма Сјај у трави али која се окончала убрзо након тога. Међу противницима овог кастовања нашли су се продуценти куће Warner Bros, Артур Пен и режисер Сидни Полак који је у то време сарађивао са Вудовом на филму Проклети посед.
Лезли Керон је била у вези са Бејтијем у време кастовања филма. Њена немогућност да глуми Бони Паркер је довела до њиховог раскола. Тјуздеј Велд је замало кастована као Бони, али је била трудна и није могла да снима дуго по тексашкој врућини.
Су Лајон се прославила пар година раније у насловној улози Лолите у филму режисера Стенлија Кјубрика, и била је избор продуцената компаније Warner Bros. пре него што је Феј Данавеј препоручена од стране Артура Пена, који ју је приметио пар година раније док је глумила у представи Хоганова коза. Пен је успео да убеди Бејтија и продуценте из Ворнера да је Феј савршена за улогу Бони када је од Елиота Силверстина добио, у том тренутку необјављене, кадрове из филма Дешавање. Кастовању Данавејове су се противили сценаристи филма Њуман и Бентон.  Данавејова је била кастована под условом да изгуби једанаест килограма за ту улогу. Улога Бони Паркер је била њена прва велика филмска улога.
Улога таоца Јуџина Гризарда била је филмски деби глумца Џина Вајлдера. Мајкл Џ. Полард и Џин Хекман били су препоруке режисера Артура Пена. Пен је био упознат са Полардом због његове улоге у филму Руси долазе, Руси долазе Нормана Џуисона, а са Хекманом због његове улоге у филму Лилит о којој је рекао да је била: „једна од ретких добрих ствари у вези тог филма”.

О постави филма, Естел Парсонс, која је тумачила улогу Бланш Бероу, рекла је: 
„Мој утисак је био да су ово били људи којима просто није ишло. Мање-више је било као да смо снимали независни филм. Мислим, Џин није имао нешто много улога, ја никад нисам снимала филм раније, Ворен и Артур су радили онај филм Један Мики тако да и њима није нешто ишло... и Феј није била ни у чему пре, барем ни у чему што су људи видели.”

## Настанак

### Писање и продаја сценарија
Сценарио за филм Бони и Клајд написали су писци Дејвид Њуман и Роберт Бентон и он је био њихов дебитантски рад. Њуман и Бентон су се упознали почетком шездесетих година двадесетог века док су обојица радили за магазин Есквајер (енгл. Esquire), Њуман као уредник магазина, а Бентон као уметнички директор. Двојац је одлучио да се посвети писању сценарија након што су заједно погледали филм До последњег даха, дебитантски рад Жан-Лика Годара. Поред Годара, инспирације за писање сценарија били су филмови Франсое Трифоа који су били део Француског новог таласа и филмови америчких режисера Орсона Велса, Хауарда Хокса и Џона Форда.

Писању сценарија је претходио чланак у магазину Есквајер, Нова сентименталност (енгл. The New Sentimentality), написан од стране Њумана и Бентона, који је као свој циљ имао да сажме промену културе шездесетих и настанак контракултуре (делом као реакција на насиље Вијетнамског рата) као и њен утицај на популарне медије. Током истраживања за овај чланак, Њуман и Бентон су налетели на књигу Дани Дилинџера (енгл. The Dillinger Days) која је, поред текста о Џону Дилинџеру садржала и кратки текст о Бони и Клајду. Сматравши да Бони и Клајд представљају добар пример контракултуре и „Нове сентименталности”, Њуман и Бентон су их изабрали да буду протагонисти свог првог филма. Бентон, који је одрастао у Тексасу тридесетих година двадесетог века је о избору јунака рекао:
„Сви су знали некога ко их је упознао или видео, и деца су ишла на журке за Ноћ вештица обучени као Бони и Клајд. Они су били велики, велики народни хероји.”
О темама које су присутне у сценарију, Бентон је рекао: „[филм је био] у ствари о Вијетнаму... у ствари о Лију Харвију Освалду, у ствари о бруталности полиције.” Жељени тон филма, Бентон и Њуман су постигли слушајући америчку кантри песму Foggy Mountain Breakdown, која је касније искоришћена за музику филма.
У фебруару 1966. године, Ворен Бејти је постао заинтересован за сценарио филма Бони и Клајд и убрзо га је откупио од Бентона и Њумана за седам и по хиљада америчких долара. Његова компанија, Татира, је касније платила Бентону и Њуману 75 хиљада америчких долара за даљи сценаристички рад и допуне.

### Одабир режисера
Пошто су Бентон и Њуман били претежно под утицајем филмова Франсоа Трифоа при писању филма (велики утицај на тон филма Бони и Клајд били су Трифоови филмови Пуцајте на пијанисту и Жил и Џим), и зато што су, по њиховим речима, креирали „амерички филм Француског новог таласа”, њихова прва жеља при одабиру режисера (и тиме индиректно и финансијера филма) био је Франсоа Трифо. Сценарио за филм је уручен Трифоу директно од стране Бентонове и Њуманове блиске пријатељице Хелен Скот која је предводила Канцеларију за француске филмове у Њујорку. Трифо је био одушевљен сценаријом за филм али је морао да одустане од режије филма, делом због његовог незнања енглеског језика, делом због проблема са распоредом снимања за филм Фаренхајт 451. Упркос томе, Трифо је предложио да се двојац обрати Жан-Лику Годару, и проследио му је њихов сценарио. Трифо је касније, у интервјуу за француски магазин L'Express тврдио да су разлози за одбијање филма били другачији: „Сценарио је био добар, али уопште не мој тип. Чудно је то рећи, али ја не волим гангстере.”
Годар је, слично његовом сународнику Трифоу, био одушевљен сценаријом за Бони и Клајд и имао је као свој циљ да режира филм. Годар се свидео Њуману и Бентону као други избор, али су се његовом запошљавању противили продуценти филма. Годар је коначно напустио пројекат након несугласице са продуцентима око локације снимања - он је желео да снима филм у Њу Џерзију зими, док су продуценти сматрали да је неопходно снимати филм лети у Тексасу. Годар је одустао од режије филма одбрусивши продуцентима: „ја причам о филмовима, ви причате о прогнози. Довиђења.”
Артур Пен, једини амерички избор Њумана и Бентона и коначни режисер филма, одбио је снимање филма два пута пре него што је на крају коначно попустио. Када је Пен први пут одбио филм, Бејти је понудио режију филма, између осталог и Вилијаму Вајлеру, Сиднију Полаку и Џону Шлесинџеру.

Пен се придружио раду на филму по препоруци Ворена Бејтија са којим је сарађивао раније на филму Један Мики, под условом да му Њуман и Бентон дозволе да направи неке измене на тексту филма. О томе је рекао:
„Сценарио за Бони и Клајд је био веома комплетан, веома довршен, од самог старта. [...] Међутим, питао сам сценаристе да раде на њему са мном, као што то обично чиним, и да начине велики број промена, што су прихватили. И заправо су интегрисали моје идеје у њихов сценарио толико добро да је, као са Леворуким револверашем, сарадња између мене и сценариста била јако стварна.”

### Снимање
Бони и Клајд је скоро у целости снимљен у Тексасу. Једине сцене снимљене у студију, биле су сцене у колима, које су снимљене у студију компаније Warner Bros. користећи систем „позадинске пројекције” (енг. rear-projection). Овај систем је симулирао изглед аутомобила у покрету, пројектовањем покретних слика на прозоре аутомобила. Ворен Бејти је у почетку желео да филм буде снимљен у црно-белом као његов претходни филм Један Мики али је Џек Ворнер одбио тај предлог и филм је снимљен у боји. Бејти се током снимања филма константно сукобљавао са представницима компаније Warner Bros. и специфично са продуцентом Џеком Ворнером. Током једне свађе са Бејтијем, Ворнер је показао Бејтију водоторањ са амблемом Warner Bros. као знак његовог ауторитета на шта му је Бејти одговорио: „Па, он носи твоје име, али носи и моје иницијале”, изједначавајући свој положај са Ворнеровим положајем.
Климакс филма, у којем Бони и Клајд бивају убијени од стране полиције, је снимљен четири пута у четири различите брзине. Прва камера је снимала са 24, друга са 48, трећа са 72 и четврта са 96 фрејма у секунди. О овом необичном начину снимања, режисер филма Артур Пен је рекао: „Постоји тренутак у смрти када тело не функционише више, [...] када оно постаје објекат, [...] одвратна лепота. То је био аспекат који сам желео да добијем.”

## Критика и пријем
Бони и Клајд је био екстремно контроверзан филм када је први пут објављен и поделио је критичко мишљење. Са једне стране, критичари су сматрали да је филм одличан римејк старих гангстерских филмова компаније Warner Bros. који су га инспирисали (као што су били филмови Лице са ожиљком и Анђели гарава лица), док су са друге сматрали да је ексес секса и насиља био превише екстреман за просечног гледаоца.
Критичарка Полин Кејл га је описала као: „најамеричкији филм од Манџурског кандидата.”

## Награде
Листа значајнијих награда које је филм освојио, или за које је био номинован:
| Награда                                        | Категорија                                                                                         | Номиновани                                           | Резултат    |
| ---------------------------------------------- | -------------------------------------------------------------------------------------------------- | ---------------------------------------------------- | ----------- |
| Награда Оскар                                  | Награда Оскар за најбољи филм                                                                      | Ворен Бејти (продуцент)                              | Номинација  |
| Награда Оскар                                  | Награда Оскар за најбољег режисера                                                                 | Артур Пен                                            | Номинација  |
| Награда Оскар                                  | Награда Оскар за најбољег глумца у главној улози                                                   | Ворен Бејти                                          | Номинација  |
| Награда Оскар                                  | Награда Оскар за најбољу глумицу у главној улози                                                   | Феј Данавеј                                          | Номинација  |
| Награда Оскар                                  | Награда Оскар за најбољег глумца у споредној улози                                                 | Џин Хекман                                           | Номинација  |
| Награда Оскар                                  | Награда Оскар за најбољег глумца у споредној улози                                                 | Мајкл Џ. Полард                                      | Номинација  |
| Награда Оскар                                  | Награда Оскар за најбољу глумицу у споредној улози                                                 | Естел Парсонс                                        | Освојено    |
| Награда Оскар                                  | Награда Оскар за најбољи оригинални сценарио                                                       | Дејвид Њуман и Роберт Бентон                         | Номинација  |
| Награда Оскар                                  | Награда Оскар за најбољу сценографију                                                              | Барнет Гафи                                          | Освојено    |
| Награда Оскар                                  | Награда Оскар за најбољу костимографију                                                            | Теадора ван Ранкл                                    | Номинација  |
| Награде Америчког удружења филмских монтажера  | Најбоље монтажирани дугометражни филм                                                              | Диди Ален                                            | Номинација  |
| Награде Америчког удружења режисера            | Награда за изузетно умеће у пољу режије                                                            | Артур Пен                                            | Номинација  |
| Награде Америчког удружења сценариста          | Најбоље написана америчка драма                                                                    | Дејвид Њуман и Роберт Бентон                         | Освојено    |
| Награде Америчког удружења сценариста          | Најбоље написан амерички оригинални сценарио                                                       | Дејвид Њуман и Роберт Бентон                         | Освојено    |
| Награде Бодил                                  | Награда Бодил за најбољи неевропски филм                                                           | Бони и Клајд (Артур Пен)                             | Освојено    |
| Награде БАФТА                                  | Награда БАФТА за најбољи филм                                                                      | Бони и Клајд (Артур Пен)                             | Номинација  |
| Награде БАФТА                                  | Награда БАФТА за најбољег страног глумца                                                           | Ворен Бејти                                          | Номинација  |
| Награде БАФТА                                  | Награда БАФТА за најобећавајућијег почетника у главној улози                                       | Феј Данавеј                                          | Освојено    |
| Награде БАФТА                                  | Награда БАФТА за најобећавајућијег почетника у главној улози                                       | Мајкл Џ. Полард                                      | Номинација  |
| Награде Греми                                  | Награда Греми за најбољу оригиналну музику написану за дугометражни филм или телевизијски специјал | Чарлс Строус                                         | Номинација  |
| Награде Давид ди Донатело                      | Најбољи страни глумац                                                                              | Ворен Бејти                                          | Освојено    |
| Награде Давид ди Донатело                      | Најбоља страна глумица                                                                             | Феј Данавеј                                          | Освојено    |
| Награде Едгар Алан По                          | Награда за најбољи сценарио                                                                        | Дејвид Њуман                                         | Номинација  |
| Награде Златни глобус                          | Златни глобус за најбољи играни филм (драма)                                                       | Бони и Клајд                                         | Номинација  |
| Награде Златни глобус                          | Златни глобус за најбољег главног глумца у играном филму (драма)                                   | Ворен Бејти                                          | Номинација  |
| Награде Златни глобус                          | Златни глобус за најбољу главну глумицу у играном филму (драма)                                    | Феј Данавеј                                          | Номинација  |
| Награде Златни глобус                          | Златни глобус за најбољег споредног глумца у играном филму (драма)                                 | Мајкл Џ. Полард                                      | Номинација  |
| Награде Златни глобус                          | Златни глобус за најбољег режисера                                                                 | Артур Пен                                            | Номинација  |
| Награде Златни глобус                          | Златни глобус за најбољи сценарио                                                                  | Дејвид Њуман и Роберт Бентон                         | Номинација  |
| Награде Златни глобус                          | Златни глобус за најобећавајућијег почетника у играном филму                                       | Мајкл Џ. Полард                                      | Номинација  |
| Награде Златна филмска трака                   | Златна филмска трака за најбољи звук у играном филму                                               | Златна филмска трака за најбољи звук у играном филму | Освојено    |
| Награде Круга њујоршких критичара              | Најбољи филм                                                                                       | Бони и Клајд                                         | Номинација  |
| Награде Круга њујоршких критичара              | Најбољи режисер                                                                                    | Артур Пен                                            | Номинација  |
| Награде Круга њујоршких критичара              | Најбољи сценарио                                                                                   | Дејвид Њуман и Роберт Бентон                         | Освојено    |
| Награде Лорел                                  | Најбоља акциона драма                                                                              | Најбоља акциона драма                                | Освојено    |
| Награде Лорел                                  | Најбољи женски драмски перформанс                                                                  | Феј Данавеј                                          | Освојено    |
| Награде Лорел                                  | Најбољи мушки драмски перформанс у споредној улози                                                 | Мајкл Џ. Полард                                      | Номинација  |
| Награде Лорел                                  | Најбољи женски драмски перформанс у споредној улози                                                | Естел Парсонс                                        | Номинација  |
| Међународни филмски фестивал у Мар дел Плату   | Најбољи филм                                                                                       | Артур Пен                                            | Освојено    |
| Међународни филмски фестивал у Мар дел Плату   | Међународно такмичење                                                                              | Артур Пен                                            | Освојено    |
| Међународни филмски фестивал у Мар дел Плату   | Посебне похвале                                                                                    | Феј Данавеј                                          | Освојено    |
| Награде Националног друштва филмских критичара | Најбољи филм                                                                                       | Најбољи филм                                         | Друго место |
| Награде Националног друштва филмских критичара | Најбољи споредни глумац                                                                            | Џин Хекман                                           | Освојено    |
| Награде Националног друштва филмских критичара | Најбољи сценарио                                                                                   | Дејвид Њуман и Роберт Бентон                         | Освојено    |
| Награде Удружења онлајн филма и телевизије     | Хол Славних — Дугометражни филм                                                                    | Хол Славних — Дугометражни филм                      | Освојено    |

#### Пласирања на листама Америчког филмског института
Бони и Клајд се појавио неколико пута на листама Америчког филмског института. Филм се први пут појавио на листи 100 година АФИ-ја... 100 филмова (и поново на обнови листе за њену десетогодишњицу), а затим и на листама 100 година АФИ-ја... 100 трилера, 100 година АФИ-ја... 100 љубавних прича, 100 година АФИ-ја... 100 хероја и негативаца , 100 година АФИ-ја... 100 реплика и АФИ-јевих 10 топ 10 (у жанру гангстерског филма).
- 100 година АФИ-ја... 100 филмова - 27. место
- 100 година АФИ-ја... 100 филмова (обнова листе за њену десетогодишњицу) - 42. место[82]
- 100 година АФИ-ја... 100 трилера - 13. место[83]
- 100 година АФИ-ја... 100 љубавних прича - 65. место[83]
- 100 година АФИ-ја... 100 хероја и негативаца - 32. место[84]
- 100 година АФИ-ја... 100 реплика (за реплику "Ми пљачкамо банке.") - 41. место[85]
- АФИ-јевих 10 топ 10 (категорија најбољи гангстерски филмови) - 5. место[86]

#### Пласирања на листама најбољих филмова свих времена
Од свог објављивања, Бони и Клајд се пронашао на неколико листа најбољих филмова свих времена различитих магазина, веб-сајтова и критичара. Неке од тих листа су:
- Entertainment Weekly - 48. место[87]
- Time - нерангирана листа[88]
- Total Film - нерангирана листа[89]
- The Guardian (категорија најбољи крими филмови свих времена) - 11. место[90]
- Entertainment Weekly (обновљена листа из 2013. године) - 4. место[91]
- The Hollywood Reporter - 99. место[92]
- Џејмс Бернардинели - 36. место[93]
- Time Out - 99. место[94]
- Роџер Иберт (за годину 1967.) - 1. место[95]

#### Остали успеси
Конгресна библиотека Сједињених Америчких Држава је 1992. године одабрала овај филм за Национални регистар филмова као „културолошки, историјски или естетски значајан". Бони и Клајд се од 2003. године налази у годишњаку 1001 филм који мораш да видиш пре него што умреш.